# 評判
評判（ひょうばん、英: Reputation）または威信（いしん、英: prestige）とは、社会的実体（人間、社会集団、組織、または場所）についての意見であり、通常、行動や業績などの一連の基準に基づく社会的評価の結果として形成される。
評判は、遍在的で、自然発生的で、非常に効率的な社会統制のメカニズムである。そして、これは経営学や技術科学などの研究対象である。その影響力は、市場のような競争的環境から、企業、組織、制度、コミュニティのような協力的環境にまで及ぶ。さらに、評判は個人レベルと超個人レベルという異なるレベルで作用する。超個人レベルでは、集団、コミュニティ、集合体、抽象的な社会的実体（企業、法人、組織、国家、文化、文明など）に関係する。日常生活から国家間関係まで、異なる規模の現象に影響を与える。評判は、分散的で自然発生的な社会統制に基づく社会秩序の基本的な手段である。
評判の概念は、ビジネス、政治、教育、オンラインコミュニティ、その他多くの分野で重要とされ、社会的実体の自己同一性を反映するものとして考えられる。

## 企業の評判

### 企業における評判の概念

#### 学術文献
1980年以降、「企業の評判」の研究は、経済学、社会学、経営学からの学術的関心を集めてきた。評判の概念は、過去数十年にわたる学術文献において大きな進化を遂げている。評判、ブランディング、イメージ、アイデンティティといった用語は、一般メディアでも、そして最近までは学術文献でも、しばしば互いに置き換え可能なものとして使用されてきた。
学術文献は一般的に、企業の文脈における「評判とは何か」について、少数の視点に落ち着いている。マーク・C・サックマン（1995年）は、正当性、地位、評判の関係を検討し、これらの概念は相互に関連しているものの、異なる形態の社会的評価を表していることを強調している。正当性は組織の行動が社会規範や価値観にどの程度合致しているかを指し、地位は社会的階層内での位置を反映し、評判は過去の行動や業績の評価に基づいている。これらの区別を理解することは、組織が社会環境を成功裏に乗り切るために不可欠である。
経済学者は、ゲーム理論を用いて、企業の評判を、企業が市場に対して自社の品質や能力を伝えるための戦略的シグナルとして説明する。社会学者は、企業の評判を、企業がライバルやステークホルダーの制度的分野で占める相対的な地位の記述として捉える。経営学者は、企業の評判を主に以下の2つの方法で説明する：
- 広義の見方: 企業の行動を評価する際に形成される認識の集積として捉える[14]。
  - これは、フォーチュン誌の「最も賞賛される企業」ランキングなど、企業全体を評価する包括的な指標によって評価されることが多い[15][16]。
- 狭義の見方: 特定の聴衆による、企業が特定の方法で行動または遂行する能力の評価として捉える[17][18]。これは（a）成果・能力の評判と（b）行動・性格の評判という2つの広範なカテゴリーに分かれる[19]。これは評判の経済的形態と社会学的形態の両方を捉えることを意図している[19][20]。
  - (a) 成果・能力の評判: この種の評判は、企業が特定の側面でどれだけ優れた実績を上げているかの評価を含む。最も一般的な例は、財務面での好業績[21]や高品質の製品・サービスの提供である[22][23]。これらの側面はすべて、より良い/より悪い財務業績（客観的な市場ベースの財務業績指標によって評価される）やより良い/より悪い製品品質（ユーザーの集合体によって評価される）など、客観的に順序付けることができる[22]。
  - (b) 行動・性格の評判: この種の評判は、企業が客観的に識別可能な業績とは比較的無関係に、特定の方法で一貫して行動していると認識される場合に生じるとされる[24][25]。例えば、企業がイノベーションへの投資、業務効率の改善、地域サプライヤーからの調達を優先する場合などである[26][27]。

#### 評判の実践的測定
実際には、企業の評判は、情報仲介者によって作成され、伝播される企業の相対的ランキングによって明らかにされる。例えば、フォーチュン、フォーブス、ビジネスウィーク、フィナンシャル・タイムズ、ウォール・ストリート・ジャーナルなどのビジネス誌や新聞は、定期的に最高の職場、最高のビジネススクール、最も革新的な企業のリストを発表している。これらのランキングは企業の評判の明示的な順序付けであり、これらのランキングにおける企業の相対的な位置は、様々な認知的属性における相対的なパフォーマンスを反映している。企業の評判は、製品のサプライヤー、将来の雇用主、投資先としての順位付けされた企業の魅力に影響を与えることが分かっている。これらの理由から、企業自身が評判管理の実践に次第に関与するようになってきている。

### 関連する企業レベルの概念との関連性
あらゆる社会的構成概念と同様に、評判は特定の概念と類似し（すなわち収束的）、他の概念とは異なる（すなわち弁別的）。評判は他の「社会的評価」や「社会的判断」の構成概念と比較することができる。例えば、評判は企業イメージ、アイデンティティ、セレブリティ、地位、正当性、社会的承認（好感度）、可視性（知名度）などの隣接概念と収束的である一方、スティグマや悪名などの関連概念とは弁別的であるとされる。評判は多くの場合、実用的な評価とされており、評価者は評価対象が自分にとって有用であるとみなせるかどうかを判断する。
最近まで、これらの隣接概念との関係は単に理論的なものに過ぎなかった。つまり、これらの概念との「法則論的関係」は正式に検証されたり、経験的に検証されたりしていなかった。
- 概念的関係: 2012年、社会的評価構成概念の分野が次第に断片化し、その全てが（暗黙的または明示的に）「評判」概念の傘下で言及されていたことから、その明確化を図るために『オックスフォード企業評判ハンドブック』[8]が発刊された。2020年には、『分断の力：負の評価の理解』[30]の序論部分で、社会的評価の分野における様々な概念を整理するための枠組みが展開され、特に負の評価と正の評価が異なる連続体上にあり得ること、社会的アクターが同時に正と負の評価を受け得ることが指摘された。この著作とオックスフォードハンドブックにおいて、研究者たちは以下のような概念間の区別を漸進的に試みた：
  - 評判対セレブリティ[15]
  - 評判対地位[33][34]
  - 評判対正当性対地位[35]
  - 評判対社会的承認[36]
  - 評判対スティグマ[37]
  - 評判対地位対セレブリティ対スティグマ[38]

- 経験的関係: 2020年、ビテクティンらは[39]、(a)評判、認知的正当性、社会政治的正当性、地位の構成概念のスケールを作成し、(b)複数の確認的因子分析（英語版）を含む複数の研究を実施してこれらを経験的に区別する、最初の主要な構成概念妥当性研究を行った。
  - この構成概念妥当性の検証は、企業レベルの評価としての評判の「広義の見方」（特定の属性に対する評価ではない）に対応するものであった[14]。一般市民を代表する回答者の評価対象として、この取り組みから生まれた評判のスケール項目には、「この企業の評判は優れている」「[この企業は]評判の良い企業である」「[この企業は]信頼できる企業である」などが含まれていた[39]。
  - 評判の「狭義の見方」（すなわち、評判は特定の属性に関する特定の聴衆の企業に対する見方として最もよく理解される[18]）に対する構成概念妥当性の検証はまだ存在していない。

### 結果

#### 業績への影響
1980年代から2000年代にかけての多くの評判研究は、企業の評判が財務的成功や収益性などの様々な業績指標と正の相関関係にあることを示した。しかし、より最近の研究では、評判は「利益でもあり負担でもある」ことが示され、評判に関して「大きければ大きいほど、（おそらく）転落も大きい」ことが示唆された。

#### 意思決定への影響
同様に、研究者たちは、企業の評判がその経営者の意思決定や認識にも影響を与え得ると理論化または実証してきた。場合によっては、経営者が培ってきた評判を維持しようとして、リスク削減戦略の使用を促進することがある。一方で、研究者たちは、ステークホルダーが評判自体に注目し、企業の他の領域に注意を払わない可能性があるため、評判が経営者に評判とは無関係な領域でリスクを取ることを促す可能性があると主張している。

## 評判に関連する話題

### 評判管理
多くの組織は、評判管理を支援するためのパブリック・リレーションズおよび企業コミュニケーション部門を設置している。また、多くの広報会社やコンサルティング会社が評判管理の専門知識を主張している。広報業界の成長は、企業が信頼性と評判を確立する需要の高まりによるところが大きい。誠実性や安全性に関する企業の評判を損なう事件は、財務に深刻な損害を与える可能性がある。例えば、1999年、コカ・コーラは、学童が同社製品を飲んだ後に頭痛、吐き気、シバリングなどの症状を訴えた後、（自社の推定で）6000万ドルの損失を被った。
ほとんどの企業はCEOの役割の中心に評判管理を位置づけているが、評判管理は組織内の特定の個人に委任された場合に最もよく管理される一連の継続的な活動を含む。このため、一部の企業はチーフ・レピュテーション・オフィサー（CRO）の職位を設置している。ビジネス界では、ダウ・ケミカル、SABミラー、コカ・コーラ、オールステート保険、レプソル、ウェーバー・シャンドウィック、グラクソ・スミスクライン（現在は廃止）など、肩書に「評判」という言葉を持つ人が増えている。フーバーズにはそのような役員のリストが掲載されている。
ツイッター、リンクトイン、フェイスブックなどのソーシャルメディアにより、企業は自社の行動に対する批判を予測し対応するために、オンライン上の評判を監視することがますます重要になっている。顧客が企業に苦情を申し立てる際には、個別直接対応と広報ベース対応という2つの主要なルートがある。企業にとって、個別直接対応に対応するには多大な時間と労力が必要である。ある研究によると、「顧客の72%が1時間以内の返信を期待している」ことが示されている。ソーシャルメディア上のネガティブな苦情から最も良く回復するためには、批判者に対してより具体的な回答を直接提供することで、企業が真摯さを証明することが重要である。

### 評判資本
企業の評判は、信頼、権力の正当化、社会的認知を得るために管理、蓄積、取引することができ、人々は提供される商品やサービスに対してプレミアム価格を支払う用意があり、これが顧客ロイヤルティの向上、危機時に株式を保有し続ける株主の意欲の強化、企業の株式への投資可能性の向上につながる。そのため、評判は企業の最も価値のある「資本」の一つである。「一方で公衆の機能的・社会的期待に応え、他方で独自のアイデンティティを構築することは信頼を生み出し、この信頼が企業の非公式な枠組みを形成する。この枠組みは『協力による見返り』を提供し、評判資本を生み出す。好ましい評判は企業や組織に長期的な競争優位をもたらす。企業の評判資本が高ければ高いほど、監督や統制の費用は低くなる」。

### ステークホルダー管理を通じた評判の構築
ステークホルダー理論によると、企業は株主だけでなく、全ての「ステークホルダー」の利益のために経営されるべきである。企業のステークホルダーには、企業の実践に影響を与えるまたは影響を受ける個人やグループが含まれる。企業のステークホルダーには、サプライヤー、消費者、従業員、株主、金融コミュニティ、政府、マスメディアが含まれる。企業はステークホルダーグループ間の関係を適切に管理し、各ステークホルダーグループの利害を慎重に考慮しなければならない。したがって、これらのステークホルダーとの関係を管理するためにパブリック・リレーションズをコーポレートガバナンスに統合することが不可欠となり、それは組織の評判を高めることになる。倫理的に行動し、適切に統治する企業や機関は、競争優位となる評判ソーシャル・キャピタルを構築する。良い評判は収益性を高める。なぜなら、製品には顧客を、証券には投資家を、職には従業員を引きつけるからである。企業の評判は無形資産であり、企業が従業員、顧客、株主、金融市場に対してより信頼性が高く、信用できる、信頼でき、責任ある存在として見なされるため、競合他社に対する競争優位の源泉となる。
さらに、民間セクターの約200人のマネージャーを対象としたMORIの調査によると、99%が企業の評判管理は非常に（83%）または比較的（16%）重要であると回答している。評判は企業の組織文化とコーポレートアイデンティティを反映したものである。また、それは経営者が自らの成功と卓越性を証明しようとする努力の結果でもある。それは市場において信頼性があり、信用でき、信頼でき、責任ある行動を取ることによって維持される。主要なステークホルダーグループとの一貫したコミュニケーション活動を通じて、内部的にも外部的にも維持することができる。これは金融市場における上場企業の株価に直接影響を与える。したがって、この評判はその企業の戦略的資産と優位性となる評判資本を形成する。その結果、企業の評判を高めるステークホルダーとの長期的な関係を確立するために、パブリック・リレーションズを活用する必要がある。

### 原因と結果
評判モデルは、評判とその根本的な原因および結果を区別するより広範な枠組みの中に位置づけることができる。このアプローチは評判の意味を明確にするために重要である。
- 評判の原因はステークホルダーの経験にあると考えられる。ステークホルダーの経験は、企業の日常的なビジネス運営、ブランディングとマーケティング、メディアやクチコミなどのシステムにおける「ノイズ」に関連している。評判のさらなる原因には、企業の知覚されたイノベーション性、顧客の期待、企業の商品やサービスの（知覚された）品質、そしてそれに続く顧客満足度が含まれ、これらはすべて顧客それぞれの文化的背景によって異なる[52]。
- 評判の結果は、ステークホルダーが企業に対して示す行動（支持的または抵抗的）にある。支持、コミットメント、協力などの行動は、良い評判の主要な肯定的結果である。ボイコット[53]と訴訟は、悪い評判の主要な否定的結果である。

### 評判の回復／修復
組織は頻繁にステークホルダーの好意的な評価を失うような過ちを犯す。そのような過ちを犯した際に評判の高い企業に不釣り合いな罰則が科されることに関する研究を受けて、評判研究者たちは、経済学、マーケティング、会計学、経営学などの分野における先行研究を要約し、評判の損失と修復の両方を説明するモデルを提案している。

### 評判の移転
ブランド拡張戦略の文脈において、多くの企業は、企業とその既存製品の良好な評判を新市場や新製品に移転する手段として評判移転に依存している。既存のブランドの他の製品に既に馴染み、顧客満足とロイヤルティを示している消費者は、同じブランドの新製品をより容易に受け入れる。ブランド拡張とは対照的に、評判移転の一般的な概念は、新市場に参入する際に、企業の価値観とアイデンティティを新製品やサービス、関連ブランドに移転することも必要とする。しかし、既存ブランドと新ブランドのイメージ適合性に注意を払うことが重要である。この要因はブランド拡張の成功に不可欠であることが証明されているためである。ブランド拡張という特殊なケースとは対照的に、評判移転の一般的な概念は、新市場に参入する際に、企業の価値観とアイデンティティを新製品やサービス、関連ブランドに移転することも必要とする。したがって、顧客が新市場・カテゴリー・製品ラインに関連する能力を既存の企業やブランドと結びつけない場合、強力なイメージが新製品ラインの導入を妨げる可能性さえある。
さらに、企業の評判は文化の影響を受ける。国民性は、企業のブランドアイデンティティの特定の側面（環境への配慮や労働倫理など）がそれぞれの国民文化でどの程度重視されているか、また一般的な文化的次元（ホフステッドなど）に関してどのように異なるかによって異なる。その結果、これらの違いは評判移転の成功に大きな影響を与える。

## 評判の認知的見解
認知的な評判の見方は、評判研究においてますます重要になってきている。それは、多くの実践的領域や科学分野における評判の役割の理解を深めることにつながった。例えば、協力行動と集合行為問題の研究において、パートナー選択のメカニズムとしての評判の役割は、1980年代初頭から認識され始めた。
このような定義に向けて、評判は社会的に伝達されるメタ信念（つまり、信念についての信念）として見ることができる。これは主体の特性であり、協力、互恵性、規範の遵守など、社会的に望ましい行動について他の主体が持つ態度から生じる。評判はこれらの行動の進化において重要な役割を果たす：評判の伝達は社会的に望ましい行動の普及を可能にする。認知的な評判のメンタルモデルは、その特性のみに集中するのではなく、評判形成とその伝播の両方を説明する。
このような側面をモデル化するためには、評判のより洗練された分類体系を特定し、発展させる必要がある。非公式な場面では、ゴシップは曖昧ではあるが、事実（「この医師は問題のある行動を示したと聞いている」）や情報レベルで起こっている対立（ある役割への立候補者が別の候補者について名誉毀損的な情報を広めている場合、誰を信用すべきか？）の両方について貴重な示唆を含んでいる可能性がある。
さらに、「ジョン・スミスは詐欺師だと言われている」という表現は、本質的に評判を広める行為である。なぜなら、一方では（おそらく虚偽の）共通の意見を参照し、他方では「と言われている」と言う行為そのものが自己評価的だからである。それを言う人（ゴシップを広める人）が、その言葉をさらに広めているように見えながら、実際にはそれを始める段階にいる可能性があるため、少なくとも何かが言われる一つの事実的機会を提供しているからである。
ゴシップは、王室やショー・ビジネスのセレブリティのような手の届かないイコンについてゴシップを広める場合のように、識別子としてのみ使用することもできる。これは、ゴシップを広める人が情報通グループに属していることを示すためにのみ有用である。ほとんどの場合、将来の行動を予測するために主に使用されるという特徴を共有しているように見えるが、例えば、予測よりもさらに重要な操作的な副目的を持つことがある。
2者間のコミュニケーションの場合、一方（助言を求める人）が別の当事者（潜在的なパートナー、対象）との取引におけるリスクの可能性についてアドバイスを求め、もう一方（助言者、評価者）がアドバイスを与える。大まかに言えば、アドバイスは以下の3つのカテゴリーのいずれかに該当する：
1. 助言者は、潜在的なパートナーが対象となる取引に適している（適していない）と信じていることを宣言する
2. 助言者は、別の（名前またはその他の方法で定義された）主体または主体の集合が、潜在的なパートナーが対象となる取引に適している（適していない）と信じていると信じていることを宣言する
3. 助言者は、未定義の主体の集合を信じており、したがって潜在的なパートナーが対象となる取引に適している（適していない）という信念があることを宣言する

真実のレベル（助言者は宣言するが嘘をついている可能性があり、信じているが間違っている可能性があるなど）を維持するよう注意する。これらのケースは、明らかに責任の度合いが減少する順序で列挙されている。ほとんどの実際の例が最初のケースに該当すると感じるかもしれないが、他の2つは不必要に複雑でも実際に稀でもない。実際、一般的なゴシップのほとんどは3番目のカテゴリーに該当し、電子的な社会関係を除けば、これが最も一般的な照会形態である。すべての例は、ある対象（ターゲット）、社会的主体（個人または超個人的なもので、後者の場合はグループまたは集団）の評価に関するもので、これは別の社会的主体である評価者によって保持されている。
上記の例は、社会的評価の概念を用いてより正確な定義に変換できる。この時点で、評判と明確に関連する新しい語彙項目「イメージ」を造語することを提案できる。

### イメージ
イメージは、ある主体による特定の対象に対する全体的または平均的な評価である。これは対象の特徴に関する（一連の）社会的評価から成る。コミュニケーションの対象としてのイメージは、上記の例1と2で交換されるものである。2番目の場合、これを第三者イメージと呼ぶ。これは対象の特徴の一部、つまり社会的に受け入れられた規範や慣習を遵守する意欲や、そのスキル（方法）、または特定の主体に属するものとしての定義に関係する可能性がある。実際、第三者イメージ（ある主体が第三者が対象に対して持っていると信じる評価）や、共有イメージ（社会集団によって共有される評価）など、イメージの特殊なケースを定義することができる。この最後のものでさえ評判ではない。なぜなら、グループの精神状態を正確に定義しようとしすぎているからである。
評判は、イメージとは異なり、対象のイメージを伝達するプロセスと効果である。評判の伝達とは、評価者の特定を伴わない評価の伝達を指し、グループ帰属がある場合でも、先に議論したデフォルトの意味でのみ行われる。これは上記の例3をカバーする。より正確には、評判は信じられている社会的メタ評価である。それは、以下の3つの異なるが相互に関連する対象に基づいて構築される：
1. 認知的表象、より正確には信じられている評価 - これは誰かのイメージである可能性があるが、伝達された評価で十分である
2. 集団的対象、つまり伝播する信じられている評価
3. 主体レベルでの客観的な創発的特性、つまり主体がそうであると信じられているもの

実際、評判は2つの異なる意味で非常に動的な現象である：腐敗、誤り、欺騙などの影響によって変化しやすい；そして多層的な双方向プロセスの効果として出現する。評判はまた、個人としてのあなたを他者がどのように知覚し認識するかでもある。
イメージが（伝達され受け入れられた時に）ある個人の認知から別の個人の認知へと移動するだけであるのに対し、評判の匿名的性質はそれをより複雑な現象にする。評判は個人の認知レベル（生まれた時に、おそらくイメージとしてだが、必ずしもそうとは限らない）から社会的伝播のレベル（このレベルでは、必ずしも特定の主体から生じたものとは信じられていない）へ、そしてこのレベルから再び個人の認知へと進む（受け入れられた時）。
さらに、評判は集団レベルに到達すると、主体レベルでさらなる特性を生み出す。それは人々が対象について考えることであり、また対象が他者の目にどのように映るかでもある。共同体によって対象とされた瞬間から、その主体は望むと望まざるとにかかわらず、また信じるか信じないかにかかわらず、その生活は変化する。評判は、衣服に縫い付けられた緋文字の非物質的でより強力な等価物となっている。それは、その対象となる個人にさえ認識されない可能性があるため、より強力であり、結果として個人の制御や操作の力が及ばない。
より簡単に言えば、評判の実用的な定義を求める人々のために、評判は会社のステークホルダーが持つ印象の総和である。言い換えれば、評判は「見る人の目の中にある」。それは企業の評判だけでなく、個人、国家、ブランド、政党、産業の評判であり得る。しかし、評判における重要な点は、リーダーシップが主張することではなく、他者がそれをどのように認識するかである。企業にとって、その評判は従業員、顧客、投資家、人材、将来の候補者、競合他社、アナリスト、アルムナイ、規制当局などの目にどのように映るかである。

## オンライン
オンラインコミュニティにおいて、信頼が重要な要素であるため、オンライン評判は重要な役割を果たす。eBayのようなプラットフォームはユーザーを公に評価するための顧客フィードバックシステムを実装し、Amazon.comは販売者の信頼性を評価するための同様のレビューシステムを採用している。さらに、強い評判を確立し維持することは、個人がオンラインコミュニティに積極的に参加する重要な動機付けとして機能する。
個人は自身のオンライン評判を維持するためにモニタリングを行う。インターネット上のサイト数を考えると、オンライン評判に影響を与える可能性のあるページを手動で監視することは不可能である。Google アラートのような無料ツールは、小規模なオンライン評判の追跡に使用できる一方、より大規模な企業やクライアントは、オンラインでの相互作用やメンションを監視するためにより強力な分析ツールを使用する可能性がある。
オンライン評判管理のための有料ツールは、ブランド保護またはオンライン評判のいずれかに焦点を当てている。これらのツールは、インターネット、Facebook、Twitter、ブログ、その他のソーシャルネットワーキングサイトやウェブサイト上でのブランドや製品への言及を追跡する。
オンライン評判は、それがどれだけ効果的に管理されているかによって決定される。デジタル評判（またはウェブ評判）という用語は、オンラインでの相互作用を超えて個人や企業の全体的な公的認識に影響を与えるため、その広範な範囲を強調するために使用される。企業のオンラインでの存在感とブランディングを指すデジタルアイデンティティと区別することが重要である。
オンライン評判は、デジタルフットプリントに基づいてインターネット上で生成される認識である。デジタルフットプリントは、共有されたコンテンツ、提供されたフィードバック、オンラインで作成された情報を通じて蓄積される。悪いオンライン評判を持つ誰かが簡単に偽名を変更できるという事実により、eBayやAmazonなどのサイトでの新しいアカウントは通常信頼されない。個人や企業がオンライン評判を管理したい場合、より多くの困難に直面することになる。
ある研究によると、回答したビジネスリーダーの84%が、企業にとって最大のオンライン評判の脅威はネガティブなメディア報道であると考えている。次に大きな脅威は、メディアやオンラインの苦情サイトでの顧客の苦情（71%）とネガティブな口コミ（54%）である。このネガティブな口コミは、不満を持つ顧客だけでなく、従業員からも生じる可能性がある。ビジネスレビューウェブサイトと顧客フォーラムの力により、企業のオンライン評判は匿名で損なわれる可能性がある。
雇用主は、採用の選択を導くために求職者のオンライン評判を使用し始めている。Facebook、Twitter、Myspaceなどのサイトで候補者のソーシャルネットワーキングプロフィールをチェックすることで、雇用主は候補者の性格と仕事への適性について洞察を得る。
一部の個人や組織は、自分たちに関する真実だが不利な情報を隠そうとして評判管理会社を雇用する。最近の疑われる例として、アニル・ポティ博士の例がある。彼は履歴書で虚偽の表示をしていたことが発覚し、科学における不正行為の調査対象となった後、デューク大学を辞職した。